# Бугарска на Дечјој песми Евровизије
Бугарска је на избору за Дечју песму Евровизије дебитовала 2007. године. 28. јануара 2015. године, ЕБУ је објавио да ће Бугарска телевизија БНТ бити организатор Дечје песме Евровизије 2015. године. Биће ово први пут да се такмичење одржи у Бугарској.

## Учесници
| Година    | Извођач(и)                          | Песма               | Пласман          | Поени            |
| --------- | ----------------------------------- | ------------------- | ---------------- | ---------------- |
| 2007      | Бон-Бон                             | Бонболандия         | 7                | 86               |
| 2008      | Крастиана Крастева                  | Една мечта          | 15               | 15               |
| 2009–2010 | Није учествовала                    | Није учествовала    | Није учествовала | Није учествовала |
| 2011      | Иван Иванов                         | Супергерой          | 8                | 60               |
| 2012–2013 | Није учествовала                    | Није учествовала    | Није учествовала | Није учествовала |
| 2014      | Крисиа, Хасан & Ибрахим             | Планетата на децата | 2                | 147              |
| 2015      | Габријела Јорданова и Иван Стојанов | Цветът на надеждата | 9                | 62               |
| 2016      | Лидија Ганева                       | Вълшебен ден        | 9                | 161              |
| 2017–2020 | Није учествовала                    | Није учествовала    | Није учествовала | Није учествовала |
| 2021      | Денислава и Мартин                  | Voice of Love       | 16               | 77               |
| 2022–2025 | Није учествовала                    | Није учествовала    | Није учествовала | Није учествовала |

## Организовање Дечје песме Евровизије
| Година | Град   | Место одржавања | Водитељ(и)  |
| ------ | ------ | --------------- | ----------- |
| 2015   | Софија | Арена Армец     | Поли Генова |

## Историја гласања
Бугарсака је дала највише поена за...
| Ранг | Држава     | Бодови |
| ---- | ---------- | ------ |
| 1    | Грузија    | 17     |
| =    | Македонија | 17     |
| 2    | Белорусија | 16     |
| 3    | Јерменија  | 15     |
| 4    | Малта      | 11     |
| 5    | Украјина   | 10     |

Бугарска је добила највише поена од...
| Ранг | Држава     | Бодови |
| ---- | ---------- | ------ |
| 1    | Македонија | 10     |
| 2    | Румунија   | 8      |
| 3    | Белгија    | 7      |
| =    | Кипар      | 7      |
| =    | Србија     | 7      |
| 4    | Јерменија  | 6      |
| =    | Грузија    | 6      |
| 5    | Грчка      | 5      |
| =    | Холандија  | 5      |